# Руокоярві
Ру́окоя́рві (фін. Ruokojärvi) — озеро на території Піткярантського району Республіки Карелія.

## Загальні відомості
Площа озера — 0,9 км², площа басейну — 24,2 км².
Розташовується на висоті 20,0 метра над рівнем моря.
Форма озера овальна, трохи витягнута з півночі на південь. Береги кам'янисто-піщані, із заходу скелясті.
З північної (з озера Андроніна) і східної сторони в озеро втікають струмки. З південного краю озера витікає безіменний струмок завдовжки близько 1,5 км, що сполучає озеро з річкою Сюскюянйокі.
Під'їзд до озера відбувається по  грунтовій дорозі, що веде від траси А121 («Сортавала»). Відстань 4 км. Населені пункти біля озера відсутні.Найближчий — Кітеля.
Назва озера перекладається з фінської мови як «Камишове, очеретяне озеро» .